# Jan en Griet
Jan en Griet is een volksverhaal uit de Lage Landen.

## Het verhaal
Jan komt uit Weert en veel meisjes willen kermis met hem vieren. Voor hem bestaat alleen de knappe Griet, ze zijn beiden boerenknecht. Op een dag vraagt hij haar ten huwelijk, hij wil dubbel zo hard werken. Griet weet dat ze mooi is en wil niet in armoe leven, ze wil een boerenzoon of pachter. Jan gaat kort daarna weg van de hoeve en komt als soldaat in een huurleger terecht, hij vecht tegen de Fransen en Zweden. Hij is dapper en verstandig en wordt sergeant, vaandrig en officier. Jan wordt zelfs generaal en komt in de adelstand. Hij heeft een lieve vrouw en flinke kinderen.
Griet is al die tijd op de hoeve gebleven, ze heeft haar schoonheid bewaard. Een boerenknecht maakt geen kans, Griet heeft altijd op iets hogers gewacht. Maar haar jonge schoonheid gaat voorbij en haar stralende ogen worden dof. Griet heeft te lang gewacht en op een dag trekt ze door Limburg. Ze valt van de ene dienst in de andere en verkoopt appelen voor de poort van Keulen. Op een feestdag doet ze goede zaken. Ze hoort paarden en ziet een grote stoet. Een man met goud op de borst en wapperende veren op de hoed rijdt voorbij.
Jan en Griet herkennen elkaar en Jan zegt dat ze het had moeten doen. Griet wilde dat ze het geweten had. De generaal rijdt Keulen binnen en Griet poetst haar appelen tot ze blinken.

## Achtergronden
- In volksverhalen wordt vaak gebruikt van veelvoorkomende namen, zoals Griet, Hans of Jan. Zie ook Hans en Grietje (KHM15), Slimme Hans (KHM32), Speelhans (KHM82), Gelukkige Hans (KHM83), Hans viert bruiloft (KHM84), Hans-mijn-egel (KHM108), IJzeren Hans (KHM136) en Sterke Hans (KHM166), Jan de ijzersterke, Jan de tovenaar, Jan en zijn vrouw, De gauwdief en zijn meester en De avonturen van een soldaat.